# Pajo, Bhutan
Pajo är en ort i Bhutan.   Den ligger i distriktet Punakha, i den centrala delen av landet, 25 kilometer öster om huvudstaden Thimphu. Pajo ligger 1 438 meter över havet och antalet invånare är 3 032.
Terrängen runt Pajo är huvudsakligen bergig, men den allra närmaste omgivningen är kuperad. Pajo ligger nere i en dal som går i nord-sydlig riktning. Närmaste större samhälle är Punakha, 6,5 kilometer norr om Pajo.
I omgivningarna runt Pajo växer i huvudsak blandskog. Runt Pajo är det ganska glesbefolkat, med 26 invånare per kvadratkilometer.